# Opus Dei (album Laibach)
Opus Dei è il terzo album in studio della band slovena Laibach, pubblicato nel 1987. Contiene Geburt einer Nation ("nascita di una nazione"), una cover in lingua tedesca di One Vision dei Queen e due rielaborazioni dell'unico singolo di successo internazionale della band austriaca Opus Live Is Life. The Great Seal è l'inno nazionale dello Stato NSK, il testo è tratto dal discorso di Churchill "Noi combatteremo sulle spiagge". Un nuovo arrangiamento della canzone appare nell'album Volk dei Laibach, con il titolo "NSK". Su Volk, la canzone è attribuita ai Laibach e Slavko Avsenik, Jr.
Ci sono altri due collegamenti con l'album A Kind of Magic dei Queen. Sebbene il loop di batteria in "Trans-National" sia quasi identico a quello in Don't Lose Your Head dei Queen, è in realtà composto da campioni del tema musicale introduttivo del film Battle of Neretva, composto da Bernard Herrmann. Gli elementi di How the West Was Won (in particolare il ritmo e le chitarre armonizzate) sono ispirati da Gimme the Prize dei Queen.
L'attenzione che questo album ha ricevuto da MTV e da molti altri ha portato al primo tour mondiale dei Laibach. L'album è stato incluso nel libro 1001 album che devi sentire prima di morire (1001 Albums You Must Hear Before You Die).

## Tracce
Testi e musiche di Laibach, tranne dove diversamente indicato.
1. Leben heißt Leben – 5:28 (Opus)
2. Geburt einer Nation – 4:22 (Queen)
3. Leben - Tod – 3:58
4. F.I.A.T. – 5:13
5. Opus Dei – 5:04 (Opus)
6. Trans-National – 4:28
7. How the West Was Won – 4:26
8. The Great Seal – 4:16
9. Herz-Felde – 4:46
10. Jägerspiel – 7:23
11. Koža – 3:51
12. Krst – 5:39